# Čelna stružnica
Čelne stružnice so prečne stružnice z vodoravnim glavnim vretenom. Ta vrsta stružnic se je razvila iz univerzalnih glede na zahtevo po obdelavi predmetov, ki imajo zelo velik premer (tudi do 3m in več), toda relativno majhno dolžino. Njihova prednost je preprostost in cenenost, dober dostop in dober pregled nad delom, slabost pa je težko vpenjanje obdelovancev. Prednji ležaj glavnega vretena je zelo obremenjen, natančnost obdelave ni posebej velika.
Čelne stružnice so različnih izvedb. Predvsem razlikujemo čelne stružnice, pri katerih je postelja vzporedna z osjo glavnega vretena, in stružnice, pri katerih je postelja pravokotno na os glavnega vretena. Po zunanjem izgledu so prve podobne univerzalnim stružnicam, le da imajo zelo skrajšano posteljo, druge pa v tlorisu spominjajo na črko T. Zaradi nekaterih slabosti čelnih stružnic jih danes kar precej izpodrivajo karuselne stružnice.